# Royal Rumble 1993
Royal Rumble 1993 was een professioneel worstel-pay-per-viewevenement, dat georganiseerd werd door de World Wrestling Federation (WWF). Dit evenement was de 6de editie van Royal Rumble en vond plaats in de ARCO Arena in Sacramento (Californië) op 24 januari 1993.
De hoofd wedstrijd van deze Royal Rumble match was een Battle Royal, waarbij 30 worstelaars de ring betreden. Er werd met 2 worstelaars gestart, waarna om de 2 minuten er zich een worstelaar toevoegde aan het gevecht, totdat de andere 28 worstelaars de ring hadden betreden. Wanneer een deelnemer over het bovenste koord werd geworpen en beide voeten de vloer hadden geraakt was deze geëlimineerd. De winnaar kreeg hierdoor een titelgevecht voor het WWF Championship. Dit was de eerste Battle Royal waar een titelwedstrijd voor de winnaar werd verdiend en sindsdien is dit telkens het geval geweest.

## Matchen
| Nr.                                                                          | Match | Winnaar(s)           |
| ---------------------------------------------------------------------------- | --- | -------------------- |
| -                                                                            | Doink the Clown vs. Jim Powers in een één-op-één match                                                   | Doink                |
| 1                                                                            | The Steiner Brothers (Rick en Scott) vs. The Beverly Brothers (Blake and Beau) in een tag team match     | The Steiner Brothers |
| 2                                                                            | Shawn Michaels (c) vs. Marty Jannetty in een één-op-één match voor het WWF Intercontinental Championship | Roddy Piper (nc)     |
| 3                                                                            | Bam Bam Bigelow vs. The Big Boss Man in een één-op-één match.                                            | Bam Bam Bigelow      |
| 4                                                                            | Bret Hart (c) vs. Razor Ramon in een tag team match voor het WWE Championship                            | Bret Hart            |
| 6                                                                            | Royal Rumble match voor het vacante WWF Championship                                                     | Yokozuna             |
| (c) huidige kampioen voor en na de match \| (nc) nieuwe kampioen na de match | |                      |

## Achtergrond bij enkele matchen
- Een 'donkere wedstrijd (Dark Match) is een gevecht dat niet op tv wordt uitgezonden, maar dient als opwarmer voor het publiek. Veelal werden er dan nieuwe talenten uitgetest.
- Alhoewel de Beverly Brothers geen echte broers zijn, werd deze wedstrijd wel aangekondigd als de 'clash' tussen de 2 beste 'broers-teams'
- Shawn en Marty vormden jarenlang het legendarische duo the Rockers, maar gingen uiteen toen Shawn, Marty had aangevallen tijdens een aflevering van Brutus 'the Barber' Beefcake's interviewreeks 'The Barber Shop'. Sensational Sherri, hun manager, bleef tijdens de wedstrijd langs de ring zitten, zonder meteen een kant te kiezen, maar toen ze Shawn aanviel met haar schoen, koos ze openlijk voor de kant van Marty.
- Bam Bam Bigelow viel Big Boss Man aan nog voor de wedstrijd officieel was begonnen en bleef het zo in voordeel gedurende de rest van de match.
- Brett Hart verdedigde met succes zijn titel toen hij Razor Ramon tot een overgave dwong.
- Voor de laatste wedstrijd openbaarde Bobby Heenan dat er een nieuwe worstelaar zijn plaats zou innemen om de vete met Mr Perfect te beslechten. De worstelaar werd voorgesteld als 'The Narcisist' Lex Luger.
- Tijdens de Battle Royal zagen enkele vijanden elkaar terug:

- Virgil en Ted DiBiase.
- Mr Perfect en Ric Flair.

### Royal Rumble match
| Draw | Entree            | Orde | Geëlimineerd door   | Tijd        |
| ---- | ----------------- | ---- | ------------------- | ----------- |
| 1    | Ric Flair         | 4    | Perfect             | 18:38       |
| 2    | Bob Backlund      | 28   | Yokozuna            | 1:01:10 (+) |
| 3    | Papa Shango       | 1    | Flair               | 00:28       |
| 4    | Ted DiBiase       | 13   | Undertaker          | 24:55       |
| 5    | Brian Knobs       | 2    | DiBiase             | 02:58       |
| 6    | Virgil            | 7    | Berzerker           | 17:08       |
| 7    | Jerry Lawler      | 6    | Perfect             | 14:35       |
| 8    | Max Moon          | 3    | Lawler              | 01:56       |
| 9    | Genichiro Tenryu  | 10   | Undertaker          | 13:17       |
| 10   | Mr. Perfect       | 8    | DiBiase and Ware    | 09:15       |
| 11   | Skinner           | 5    | Perfect             | 03:05       |
| 12   | Koko B. Ware      | 11   | DiBiase             | 08:31       |
| 13   | Samu              | 9    | Undertaker          | 04:49       |
| 14   | The Berzerker     | 14   | Undertaker          | 05:21       |
| 15   | The Undertaker    | 15   | Giant González (++) | 04:14       |
| 16   | Terry Taylor      | 12   | DiBiase             | 00:24       |
| 17   | Damien Demento    | 17   | Colón               | 12:27       |
| 18   | Irwin R. Schyster | 19   | Earthquake          | 16:00       |
| 19   | Tatanka           | 20   | Yokozuna            | 17:34       |
| 20   | Jerry Sags        | 24   | Hart                | 21:50       |
| 21   | Typhoon           | 16   | Earthquake          | 05:12       |
| 22   | Fatu              | 18   | Backlund            | 06:32       |
| 23   | Earthquake        | 22   | Yokozuna            | 11:00       |
| 24   | Carlos Colón      | 21   | Yokozuna            | 07:25       |
| 25   | Tito Santana      | 23   | Yokozuna            | 11:01       |
| 26   | Rick Martel       | 27   | Backlund            | 11:23       |
| 27   | Yokozuna (+++)    | 21   | WINNAAR             | 14:53       |
| 28   | Owen Hart         | 25   | Yokozuna            | 04:37       |
| 29   | Repo Man          | 26   | Savage              | 03:33       |
| 30   | Randy Savage      | 29   | Yokozuna            | 01:43       |

- (+) Met zijn 1:01:10 verbrak Backlund het record van langst overlevende worstelaar. Het vorige record stond op naam van Ric Flair met 59:26, gevestigd in de Royal Rumble van 1992.
- (++) Giant González was geen deelnemer van de RR, maar maakte met zijn actie wel zijn debuut voor de WWF.
- (+++) Yokozuna verbrak het vorige record met de meeste eliminaties in 1 Rumble-match met 7 eliminaties.